# Шрирангам Шриниваса Рао
Шрирангам Шриниваса Рао (телугу శ్రీరంగం శ్రీనివాస రావు, более известный как Шри Шри (телугу శ్రీశ్రీ), 2 января 1910, Вишакхапатнам — 15 июня 1983, Мадрас) — выдающийся индийский поэт и писатель

 на языке телугу, заслуживший признание как «Махакави» (великий поэт).
Получил известность после опубликования цикла «Великое путешествие» (1934—1940). Этот носящий революционно-романтический характер цикл принес ему славу лучшего современного поэта Андхры.
Автор многочисленных стихотворений и песен для индийских фильмов. Около 5 лет жил в Москве, переводил русских поэтов. В 1967 году стал лауреатом премии им. Дж. Неру.
Он был для Андхра-Прадеша тем же, что и Кази Назрул Ислам для Бангладеш, Пабло Неруда для Латинской Америки, а Маяковский для Советской России. Он останется поэтом революции и глашатаем будущего.